# Batalla de Yijing
La batalla de Yijing (易京之戰) va tenir lloc un poc abans de la caiguda de l'Imperi Han de la Xina, la qual començà l'era coneguda com els Tres Regnes. Va ser lluitada entre els senyors de la guerra rivals Gongsun Zan, conegut com el General Cavall Blanc per la seva cavalleria, i Yuan Shao, fill del respectat clan Yuan clan i líder original de la coalició en contra de Dong Zhuo.